# Place des Orphelins
La place des Orphelins (en alsacien : Waiseplätzel) est une place de Strasbourg située dans le quartier Bourse - Esplanade - Krutenau, qui va de la petite rue d'Austerlitz à la rue Sainte-Madeleine. 

## Toponymie

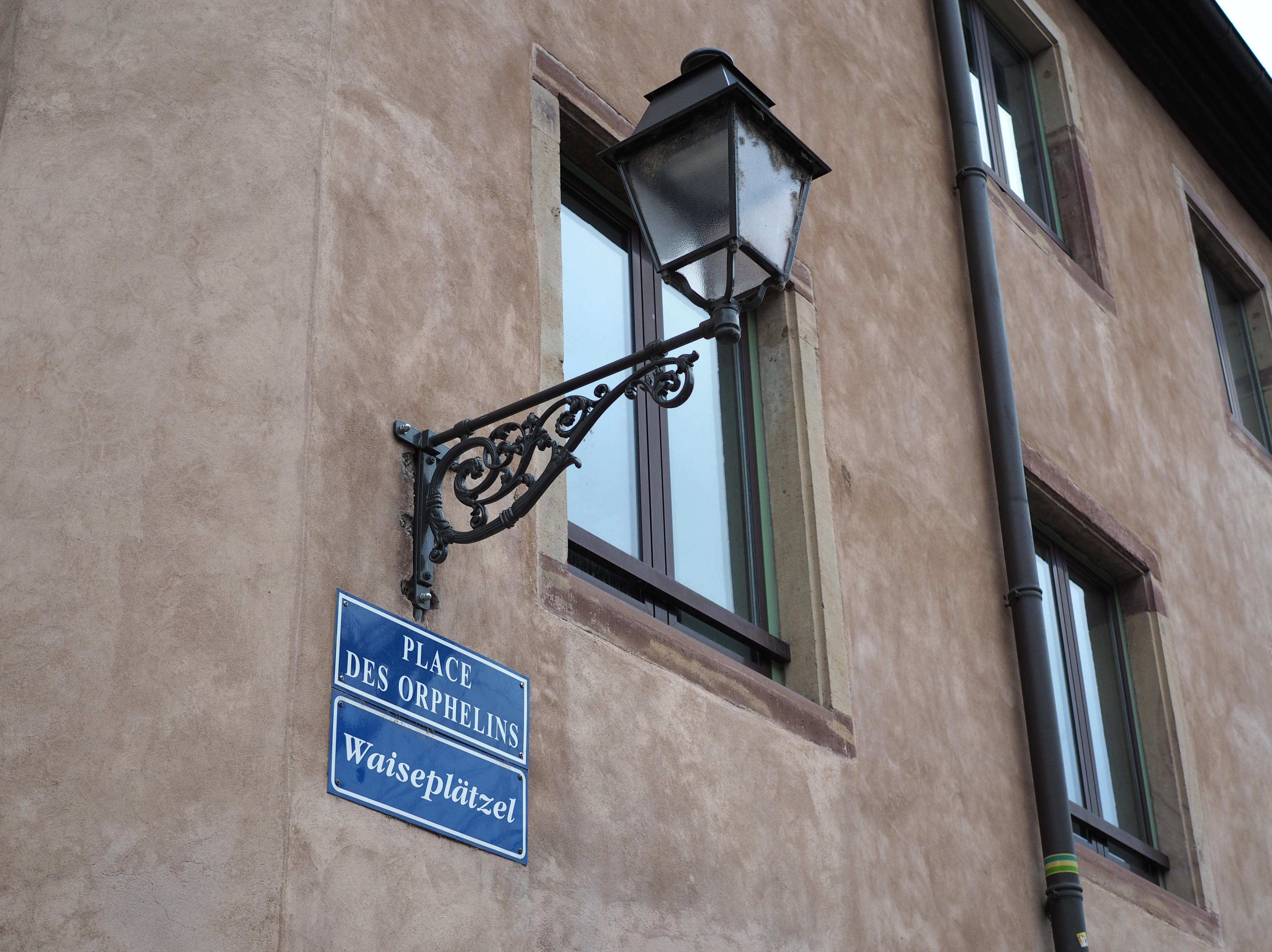
Plaque bilingue, en français et en alsacien.

La voie a porté successivement différents noms, en français ou en allemand : Hinder den Muren (1409), Utengängel (XVIe – XVIIIe siècle), À la Salpêtrière, Bei der Salpeterhütte (1786), quai et ruelle de l'Adoption (1794), rue derrière les murs (1795), Fossé des enfants de la Patrie (1795), Ottengängel (1799), Grabengassen (1803), Fossé des Orphelins (1817), rue ci-devant Utengängel (1827), Place des Orphelins (1827), Place des Orphelins avec petite rue d'Austerlitz (1872), Place des Orphelins (1920), Waisenplatz (1940), Place des Orphelins (1945).
Le nom de la place, de même que celui de la rue des Orphelins et de la rue du Fossé-des-Orphelins, proches, fait référence à un hospice d'orphelins fondé au moment de la Réforme sur l'emplacement d'un ancien asile qui se trouvait dans l'actuelle rue Sainte-Madeleine (Utengasse).

## Histoire

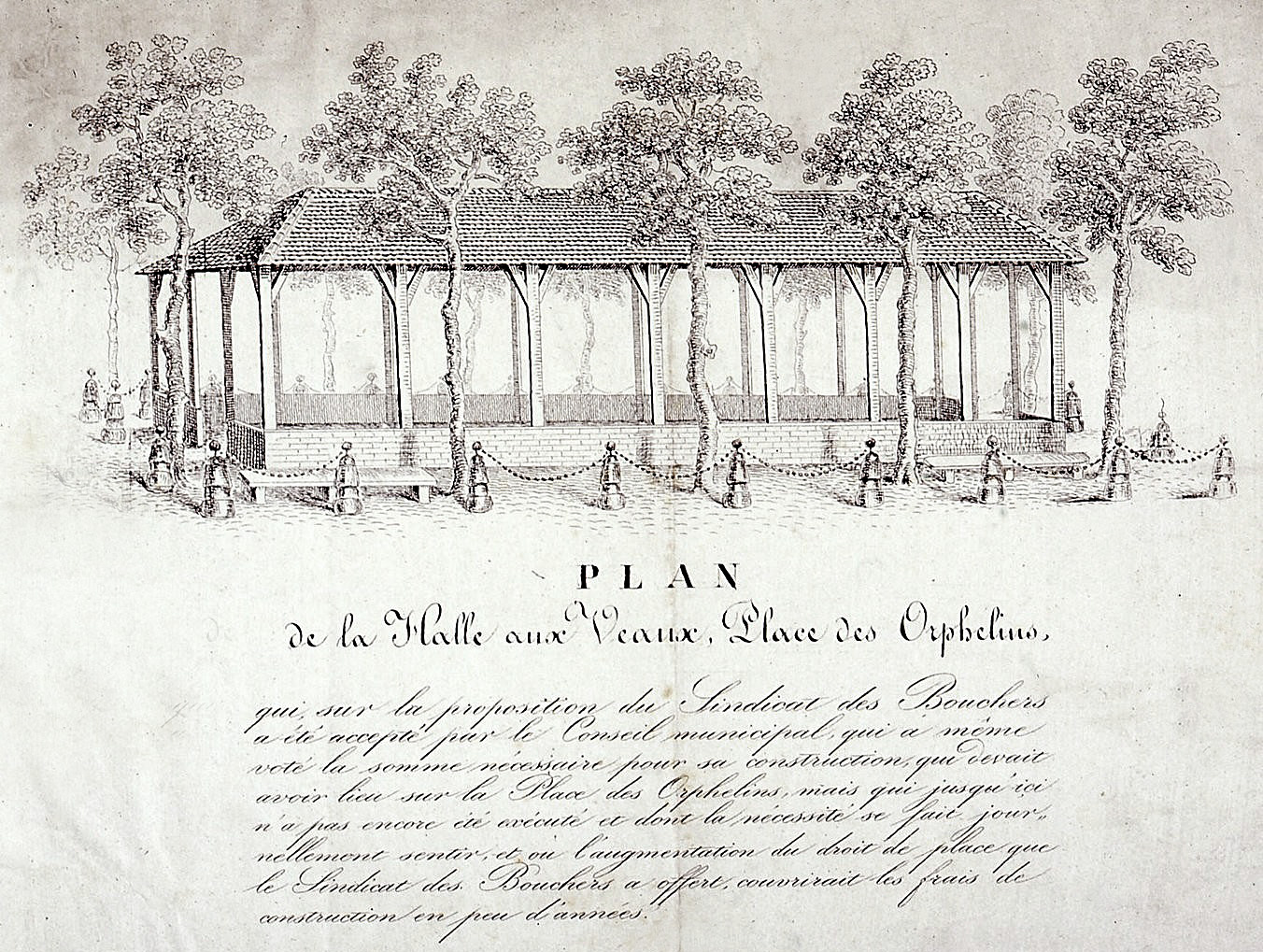
Projet de halle aux veaux au XIXe siècle.

Une poterne (Utentörlin) dans le mur d'enceinte (Ringmauer) est attestée en 1228. Elle aurait été rétrécie en 1332, puis à nouveau élargie en 1476, avant d'être démolie en 1779.
La place fait l'objet d'importants travaux en 2013. Elle est désormais fermée au stationnement. Des cubes placés de façon aléatoire, parfois renversés, évoquent la destruction de l'ancien mur d'enceinte qui se trouvait à cet endroit. Un bandeau au sol rappelle l'emplacement du rempart au XIVe siècle.

## Bâtiments remarquables

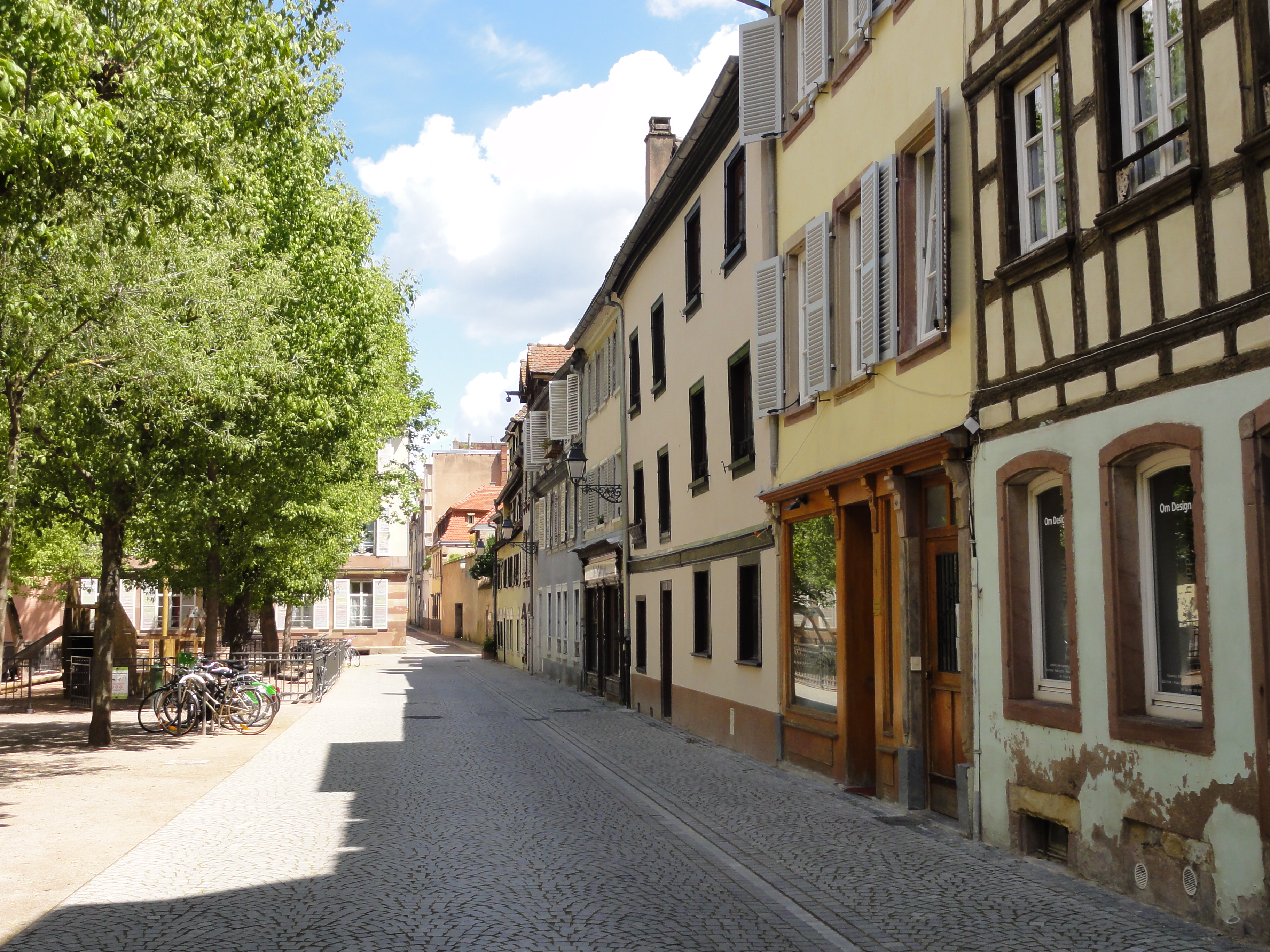
Côté sud, maisons nos 5, 7, 9.

La plupart des maisons datent de la première moitié du XIXe siècle.
Côté nord, le no 1a abrite la Maison des associations de Strasbourg (MDAS), bâtie sur les vestiges d'un couvent reconstruit au XVIIIe siècle. Elle a été inaugurée en 1991.